# Nooit Gedacht (Colijnsplaat)
Nooit Gedacht is een korenmolen in Colijnsplaat. Het is een ronde, uit baksteen opgetrokken stellingmolen uit 1864, die werd gebouwd ter vervanging van een eerdere achtkante molen. De molen heeft een vlucht van 22,25 meter. De hoogte van de stelling is 4,75 meter. De molen heeft tot in de jaren 70 van de vorige eeuw gedraaid, waarna een lange periode van stilstand en verval volgde. Nooit Gedacht (ook wel bekend als De Nieuwe Molen omdat Colijnsplaat twee molens heeft) is in 2006 draaivaardig gerestaureerd. Het binnenwerk moet nog een restauratie ondergaan voordat er weer gemalen kan worden.
De Korenbloem ·
Landzigt ·
Nooit Gedacht (De Nieuwe Molen) ·
De Onderneming ·
De Oude Molen